# Kielcza (gromada)
Kielcza – dawna gromada, czyli najmniejsza jednostka podziału terytorialnego Polskiej Rzeczypospolitej Ludowej w latach 1954–1972.
Gromady, z gromadzkimi radami narodowymi (GRN) jako organami władzy najniższego stopnia na wsi, funkcjonowały od reformy reorganizującej administrację wiejską przeprowadzonej jesienią 1954 do momentu ich zniesienia z dniem 1 stycznia 1973, tym samym wypierając organizację gminną w latach 1954–1972.
Gromadę Kielcza z siedzibą GRN w Kielczy utworzono – jako jedną z 8759 gromad na obszarze Polski – w powiecie strzeleckim w woj. opolskim, na mocy uchwały nr VII/30/54 WRN w Opolu z dnia 4 października 1954. W skład jednostki weszły obszary dotychczasowych gromad Kielcza i Borowiany (bez osady Krupski Młyn, włączonej do gromady Krupski Młyn) ze zniesionej gminy Kielcza w tymże powiecie. Dla gromady ustalono 22 członków gromadzkiej rady narodowej.
1 stycznia 1969 z gromady Kielcza wyłączono wieś Borowiany, włączając ją do gromady Wielowieś w powiecie gliwickim w woj. katowickim, po czym gromadę Kielcza zniesiono, włączając jej (pozostały) obszar do nowo utworzonej gromady Zawadzkie w powiecie strzeleckim w woj. opolskim.